# 諫早市立飯盛東小学校
諫早市立飯盛東小学校（いさはやしりつ いいもりひがししょうがっこう、Isahaya City Imori Higashi Elementary School）は、長崎県諫早市飯盛町中山にある公立小学校。

## 概要
歴史
1873年（明治6年）に「江ノ浦小学校」として創立。校名に飯盛が登場するのは1955年（昭和30年）。2013年（平成25年）に創立140周年を迎えた。
校章
中央に「東」の文字を置いている。
校歌
作詞は田島日露樹、作曲は深町一朗による。歌詞は3番まであり、各番に校名の「飯盛東小」が登場する。
校区
諫早市飯盛町後田、下釜、久保、佐田、平古場、野中、山口、中山、開、上原（飯盛地区東部）。中学校区は諫早市立飯盛中学校。

## 沿革
- 1873年（明治6年）5月10日 - 中山名字圍（かこい）（江ノ浦神社敷地内）に「第三大区三ノ小区 江ノ浦小学校」が開校。旧藩時代の三町分庄屋跡を利用。児童数は約80名、訓導は新宮義衛。
- 1874年（明治7年）7月8日 - 「第五大学区長崎県管下第一中学区高来郡江ノ浦小学校」として長崎県に認可される。
- 1877年（明治10年）- 「第五大学区長崎県管下第三中学区高来郡江ノ浦小学校」に改称。
- 1878年（明治11年）- 郡制の施行により、北高来郡に属することとなる。「北高来郡諫早部公立江ノ浦小学校」に改称。
- 1879年（明治12年）- 「北高来郡江ノ浦部公立江ノ浦小学校」に改称。
- 1880年（明治13年）- 「北高来郡江ノ浦学区公立江ノ浦小学校」に改称。後田名の井樋に分校、小ヶ倉名（現・諫早市小ヶ倉町）に分教場を設置。
- 1883年（明治16年）- 開名字宮園に西洋風の木造2階建ての新校舎が完成。分校を統合。
- 1885年（明治18年）- 「北高来郡戸石[2]学区公立中等江ノ浦小学校」に改称。
- 1886年（明治19年）9月 - 小学校令の施行により、「尋常江ノ浦小学校」に改称。修業年限を4年とする。江ノ浦・田結・戸石[2]村の学校組合を解消。
- 1889年（明治22年）4月 - 町村制の施行により、江ノ浦村立の小学校となる。この時小ヶ倉地区が分離の上、小栗村に統合される。
- 1890年（明治23年）- 補習科（修業年限2年）を併設。
- 1891年（明治24年）- 補習科を廃止。
- 1892年（明治25年）4月 - 小学校令の改正により、「江ノ浦尋常小学校」に改称。
- 1893年（明治26年）- 木造平屋建ての校舎を増築。
- 1894年（明治27年）4月 - 再び補習科（修業年限2年）を併設。
- 1896年（明治29年）4月 - 補習科を廃止し、高等科（修業年限2年）を併設し、「江ノ浦尋常高等小学校」に改称（尋常科4年・高等科2年）。
- 1898年（明治31年）- 児童数の急増により一時江ノ浦神社や普同寺に分教室を開設。高等科3・4年を新設（尋常科4年・高等科4年）。
- 1900年（明治33年）- 木造2階建ての新校舎1棟を増築したため、江ノ浦神社と普同寺の分教場を廃止。
- 1902年（明治35年）- 江ノ浦農業補習学校を併設。
- 1908年（明治41年）4月 - 小学校令の改正により、義務教育年限（尋常科の修業年限）が4年から6年に延長される（尋常科6年・高等科2年）。
- 1910年（明治43年）- 開名の安養寺（現・いいもりコミュニティ会館）に木造平屋建て校舎を4棟建設し、移転を完了。
- 1918年（大正7年）- 木造平屋建て校舎1棟を増築。
- 1926年（大正15年）- 併設の農業補習学校が青年訓練認定となる。
- 1930年（昭和5年）- 暴風により、南校舎東部分3教室が倒壊。間もなく復旧。
- 1931年（昭和6年）- 北校舎2教室を増築。
- 1934年（昭和9年）- 江ノ浦村公会堂兼講堂が完成。校舎を増築。
- 1935年（昭和10年）6月 - 青年学校令の施行により、併設の農業補習学校が「江ノ浦青年学校」になる。
- 1941年（昭和16年）4月1日 - 国民学校令の施行により、「江ノ浦村国民学校」に改称。尋常科を初等科に改める（初等科6年・高等科2年）。教室を増築。
- 1947年（昭和22年）4月1日 - 学制改革（六・三制の実施）が行われる。
  - 国民学校の初等科が改組され、「江ノ浦村立江ノ浦小学校」となる。
  - 国民学校の高等科と青年学校の普通科が改組され、「江ノ浦村立江ノ浦中学校」（新制中学校）が発足。小学校に併設される。
- 1955年（昭和30年）2月11日 - 江ノ浦村と田結村が合併して飯盛村が発足。「飯盛村立飯盛東小学校」に改称。
  - この時、田結村立田結小学校が「飯盛村立飯盛西小学校」に改称。
- 1960年（昭和35年）- 給食を開始。
- 1965年（昭和40年）4月1日 - 飯盛村が町制施行により飯盛町となったため、「飯盛町立飯盛東小学校」に改称。
- 1972年（昭和47年）- 現在地に新校舎が完成し、移転を完了。給食センターの完成により完全給食を開始。
- 1976年（昭和51年）- 体育館が完成。
- 1972年（昭和47年）- 現在地に校舎が完成し、移転を完了。給食センターが完成し完全給食を開始。
- 1976年（昭和51年）- 体育館が完成。
- 1978年（昭和53年）- プールが完成。
- 1998年（平成10年）- コンピュータを設置。
- 1987年（昭和62年）- 運動場の大改修工事を完了。
- 2005年（平成17年）3月1日 - 市町村合併により「諫早市立飯盛東小学校」（現校名）に改称。校旗を新調。
- 2007年（平成19年）4月1日 - 特殊学級（情緒）を設置。
- 2009年（平成21年）- AEDを設置。特殊学級の呼称を特別支援学級に変更。
- 2011年（平成23年）- 校舎の耐震化工事を完了。
- 2012年（平成24年）- 運動場を整備。
- 2013年（平成25年）- 体育館の耐震化工事を完了。

## アクセス
最寄りのバス停
- 県営バス 石原道バス停

最寄りの国道・県道
- 国道251号

## 周辺
- 諫早警察署飯盛町交番
- 諫早市役所飯盛支所（旧・飯盛町役場）
- 諫早市立飯盛中学校
- 十八親和銀行飯盛支店
- 善同寺

## 関連事項
- 長崎県小学校一覧